# Le Sel-de-Bretagne
Le Sel-de-Bretagne (bretonsko Ar Sal) je naselje in občina v severozahodnem francoskem departmaju Ille-et-Vilaine regije Bretanje. Leta 2009 je naselje imelo 868 prebivalcev.

## Geografija
Naselje leži v pokrajini Bretaniji 30 km južno od Rennesa.

## Uprava
Le Sel-de-Bretagne je sedež istoimenskega kantona, v katerega so poleg njegove vključene še občine La Bosse-de-Bretagne, Chanteloup, La Couyère, Lalleu, Le Petit-Fougeray, Saulnières in Tresbœuf s 6.094 prebivalci.
Kanton Sel-de-Bretagne je sestavni del okrožja Redon.